# Халахур (река)
Халахур — река в России, протекает по Рутульскому району Дагестана. Левый приток Самура. Длина — 10 км.
Берёт начало на юго-восточной стороне перевала Халахуркац (2480,6 м нум).
Имеет правый приток — реку Чаан. Халахур огибает гору Сарыдаг.
Уклон русла Халахура — 148,7 м/км.

## Название
Название происходит от рутульского хуляхды — длинный, высокий.